# Apodemia caliginea
Apodemia caliginea är en fjärilsart som beskrevs av Butler 1867. Apodemia caliginea ingår i släktet Apodemia och familjen Riodinidae. Inga underarter finns listade i Catalogue of Life.